# جيمس أرسين
جيمس أرسين (1862 - 18 يونيو 1885) (بالإنجليزية: James Arcene)‏ كان أصغر شخص حُكم عليه بالإعدام في الولايات المتحدة.
شُنق أرسين -وهو من قبيلة شيروكي- من قبل الحكومة الفيدرالية للولايات المتحدة في فورت سميث، لقيامه بالسطو والقتل عندما كان عمره 10 سنوات.
كثيرا ما تثار قضية أرسين في مناقشات حول عقوبة الإعدام بالنسبة للأطفال، وكذلك في مناقشات المعاملة غير العادلة التي تلقاها الأمريكيون الأصليون من حكومة الولايات المتحدة..